# Уйгурська Вікіпедія
Уйгурська Вікіпедія (уйг. ۋىكىپېدىيە) — розділ Вікіпедії уйгурською мовою. Створена у 2003 році. Уйгурська Вікіпедія станом на 28 березня 2025 року містить 9495 статей, 23 736 зареєстрованих користувачів, 33 активних дописувачів, 1 адміністратора
. Загальна кількість сторінок в уйгурській Вікіпедії — 16 738, редагувань — 170 801, мультимедійні файли відсутні
. Глибина (рівень розвитку мовного розділу) уйгурської Вікіпедії дуже мала і становить лише 5.9 пунктів
. 

## Історія
- Вересень 2007 — створена 100-та стаття[3].
- Квітень 2009 — створена 1 000-на стаття[3].
- Червень 2009 — створена 2 000-на стаття[4].